# 佐藤初重
佐藤初重（さとうはつえ、1902年2月19日 - 1997年2月25日）は日本の幼児教育者。

## 略歴
1902年（明治35年）大分県直入郡（現・竹田市）の漢学者の家に一人娘として生まれる。17歳のときに医師を志して上京し、高等女学校を経て東京女子医学専門学校に入学するが、体をこわして中退する。青山女学院家政科に移り、そこで幼児教育を生涯の仕事と定め、夜間には東京府教育会附属幼稚園保姆傳習所に通って1923年（大正12年）に卒業する。千駄ヶ谷の幼稚園、ついで阿佐ヶ谷幼稚園に勤めたのち、1936年（昭和11年）に柿ノ木坂幼稚園を設立、1942年（昭和17年）には園長に就任した。幼稚園の運営のかたわら後進の育成にも力をそそぎ、1954年（昭和29年）には原宿高等保育学校（現・草苑保育専門学校）を設立して校長に就任、東洋英和女学院短期大学と青山学院大学の講師も長年にわたって務めた。また幼児の心理的発達についての研究にも取り組み日本応用心理学会などで活動した。

## 公職
- キリスト教保育連盟理事長

## 栄典
- 藍綬褒章（1967年）[1]
- キリスト教功労者（1983年）